# Waldkirchen/Erzgeb.
Waldkirchen/Erzgeb. (scurt de la Waldkirchen im Erzgebirge; Erzgebirge este un lanț muntos mijlociu între landul Saxonia, Germania, și Boemia, Cehia) este o comună din landul Saxonia, Germania.
1. ↑  GeoNames